# Erdenedalai
Erdenedalai (mongolisch Эрдэнэдалай) ist eine Stadt und Sitz der Kreisverwaltung in dem gleichnamigen Landkreis (Sum) in der mongolischen Provinz (Aimag) Dund-Gobi.

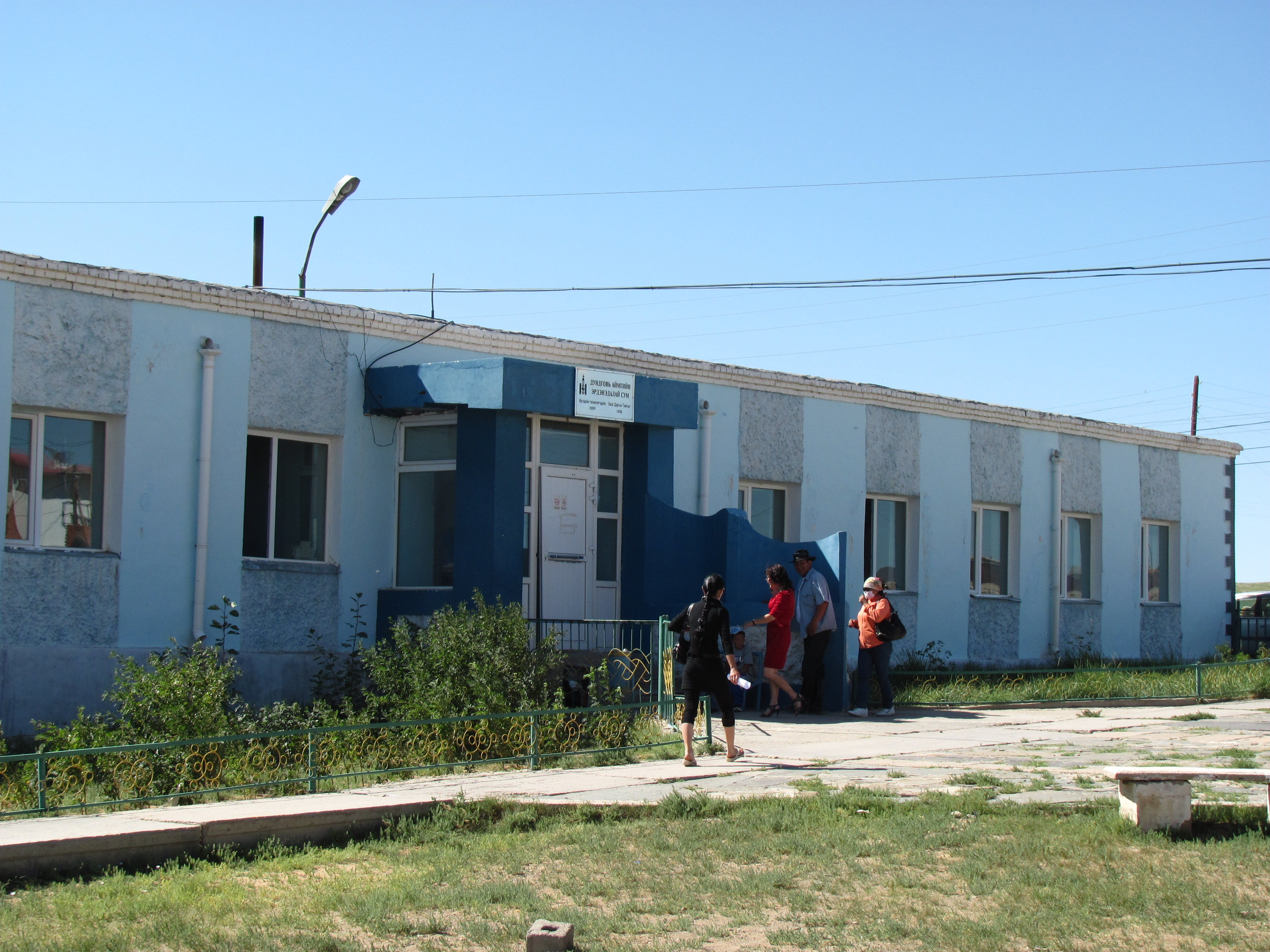
Kreisverwaltung

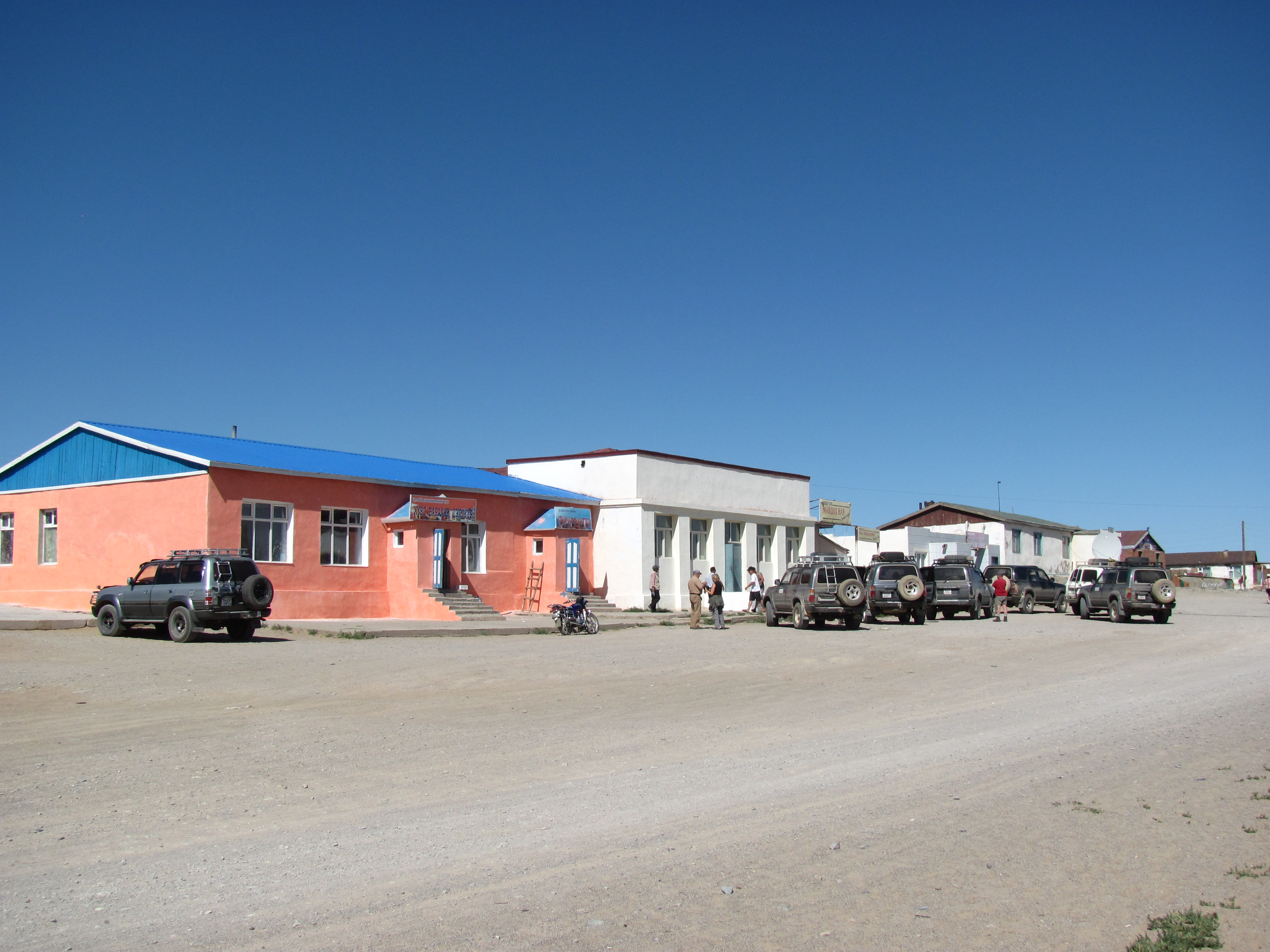
Hauptstraße

## Lage und Größe
Die Einwohnerzahl des 7351 km² großen Landkreises betrug 2007 6677 Menschen, von denen 2058 in Erdenedalai lebten. Damit war die Stadt nach der Aimag-Hauptstadt Mandalgobi der zweitgrößte Ort des Aimags.

Erdenedalai liegt in einer ariden, ebenen Landschaft, 109 km westlich von Mandalgobi im westlichen Teil des Aimags Dund-Gobi.

## Sehenswertes und Infrastruktur
Die überragende Sehenswürdigkeit des Ortes ist das Kloster Gimpil Dardschaalan Khiid, das gegen Ende des 18. Jahrhunderts erbaut wurde und als eines der ganz wenigen Klöster bzw. Tempel der Mongolei 1937 die antibuddhistischen Ausschreitungen und Zerstörungen unter dem damaligen Partei- und Regierungschef Chorloogiin Tschoibalsan unversehrt überstand. Nach 1937 diente das Kloster, in dem zeitweise bis zu 500 Mönche gelebt hatten, als Lagerhaus, doch blieben die Baulichkeiten weiterhin unangetastet. Seit 1990 wird es wieder als Kloster bzw. Tempel genutzt, und 1992 wurde es sogar vom Dalai Lama besucht.
In Erdenedalai bestehen für mongolische Verhältnisse in der Hauptstraße relativ gute Einkaufsmöglichkeiten. Ein erheblicher Teil der Bevölkerung lebt traditionell in Jurten, während in der Stadtmitte Stein- und Holzhäuser überwiegen. Unweit der Gebäude der Kreisverwaltung wurden zwei Parkanlagen mit einem Denkmal angelegt, die in dem halbwüstenartigen Klima mit erheblichem Aufwand gepflegt werden. Die Stadt verfügt über verschiedene Schulen, einen Kindergarten, ein Hotel und eine Tankstelle. 
Die Provinzhauptstadt Mandalgobi sowie die benachbarten Sums sind über Pisten zu erreichen.